# Diathoneura longipennis
Diathoneura longipennis är en tvåvingeart som först beskrevs av Malloch 1926.  Diathoneura longipennis ingår i släktet Diathoneura och familjen daggflugor. Inga underarter finns listade i Catalogue of Life.